# Дистилляты нефти
Дистилляты нефти — продукты многостадийного разделения нефти на фракции с различными температурными интервалами выкипания (без химического изменения веществ, входящих в состав фракций) посредством её дистилляции или ректификации. На каждой стадии разделения лёгкая фракция (дистиллят) является целевым продуктом, а тяжёлая (остаток) — подвергается дальнейшей переработке (вторичной перегонке, гидрокрекингу, каталитическому крекингу, коксованию и др.). Дистилляты не являются товарным продуктом, и нуждаются в дальнейшей переработке.
Различают топливный, топливно-масляный и иные варианты перегонки нефти, в зависимости от состава исходного сырья и получаемых из него конечных продуктов.

## Топливный вариант перегонки
В топливном варианте перегонки из нефти могут быть выделены дистилляты:
- керосиновый (120—240° С)
- бензиновый (температуpa конца кипения 180° С)
- дизельный (180—360° С)
- газойлевый (330—360° С)
- мазут с температурой кипения выше 360° С

## Топливно-масляный вариант перегонки
При топливно-масляном варианте нефть сначала подвергается первичной перегонке, в результате которой из неё выделяются топливные дистилляты и мазут. Затем мазут подвергается вакуумной перегонке с получением масляного дистиллята и остатка в виде гудрона. Для повышения выхода продукта гудрон обычно смешивается с мазутом и также подвергается вакуумной перегонке, в результате которой получается масляный дистиллят и, в качестве остатка, сырьё для производства битума. Масляный дистиллят далее подвергается очистке (кислотной, кислотно-контактной, селективной или гидроочистке) и поступает на маслосмесительные заводы в виде базового масла для приготовления на его основе товарных масел и смазок.